# 遺愛幼稚園
遺愛幼稚園（いあいようちえん）は、北海道函館市元町4番に所在する遺愛学院付属の私立幼稚園。1895年（明治28年)に設置され、学舎は函館ハリストス正教会に隣接する。

## 概要
北海道函館市所在の遺愛学院が運営する私立幼稚園。遺愛女学校(創基1874年)の付属幼稚園として1895年（明治28年)に開園。園舎は、函館山ふもとの元町4丁目に所在し、函館ハリストス正教会に隣接する。現在使用している幼稚園園舎は篤志家の寄付により1913年(大正2年)に建設された。

## 歴史
1895年（明治28年)に遺愛女学校(現　遺愛女子中学校・高等学校)の付属幼稚園として開園。最初、東京の女子学院出身者が一時保育したが、後に、遺愛女学校の卒業生を、アニー・ライオン・ハウによって設立された神戸の頌栄保姆伝習所(現 頌栄保育学院頌栄短期大学)に派遣した者を保母として起用し保育を展開した。その中に、遺愛女学校卒業後に頌栄保姆伝習所で学び、遺愛幼稚園保母長を務めた萩田ふみがいる。1956年日本幼稚園協会発行(児玉満(1956))において、児玉満は当時の遺愛幼稚園の様子を、頌栄保姆伝習所で学んだ教師2人と遺愛女学校卒業生5人を助手としてフレーベル式で教育を行っていたと述べている。

## 沿革
- 1874年 - M・Cハリス夫妻来函。日々学校（Day School）を開設。
- 1882年 - 文部省認可の女学校として「カロライン・ライト・メモリアル・スクール」が開学。
- 1885年 - 内藤鳴雪の名付けにより校名を「遺愛女学校」とする。
- 1895年 - 遺愛女学校の付属幼稚園として、遺愛幼稚園が開園。
- 1915年 - 遺愛女学校の付属幼稚園として、清花園(第二遺愛幼稚園）が開園。

## 著名な運営者および関係者
- 萩田ふみ - 遺愛女学校の卒業生。頌栄保姆伝習所で学んだ後、遺愛幼稚園の運営に携わった[8]。
- 児玉満 - 昭和二十年代において遺愛幼稚園園長を務めた[7]。

## 園舎の図面
歴史的建築物である遺愛幼稚園園舎と第二遺愛幼稚園園舎の図面を北海道大学の研究者らが日本建築学会北海道支部に研究報告している。この研究報告(大田ら(2005))を通して、遺愛幼稚園園舎の詳細な間取りや建築様式、建設経緯を知ることができる。

## 系列
- 遺愛女子中学校・高等学校 - 1874年創設の東北地方以北最古の女学校。旧名：日々学校(Day School)、カロライン・ライト・メモリアル・スクール、遺愛女学校、遺愛高等女学校。
- 遺愛旭岡幼稚園 - 遺愛女学校の付属幼稚園として1915年に第二遺愛幼稚園（当初清花園）として設置された。函館市西旭岡町に所在。